# Karabijnhaak

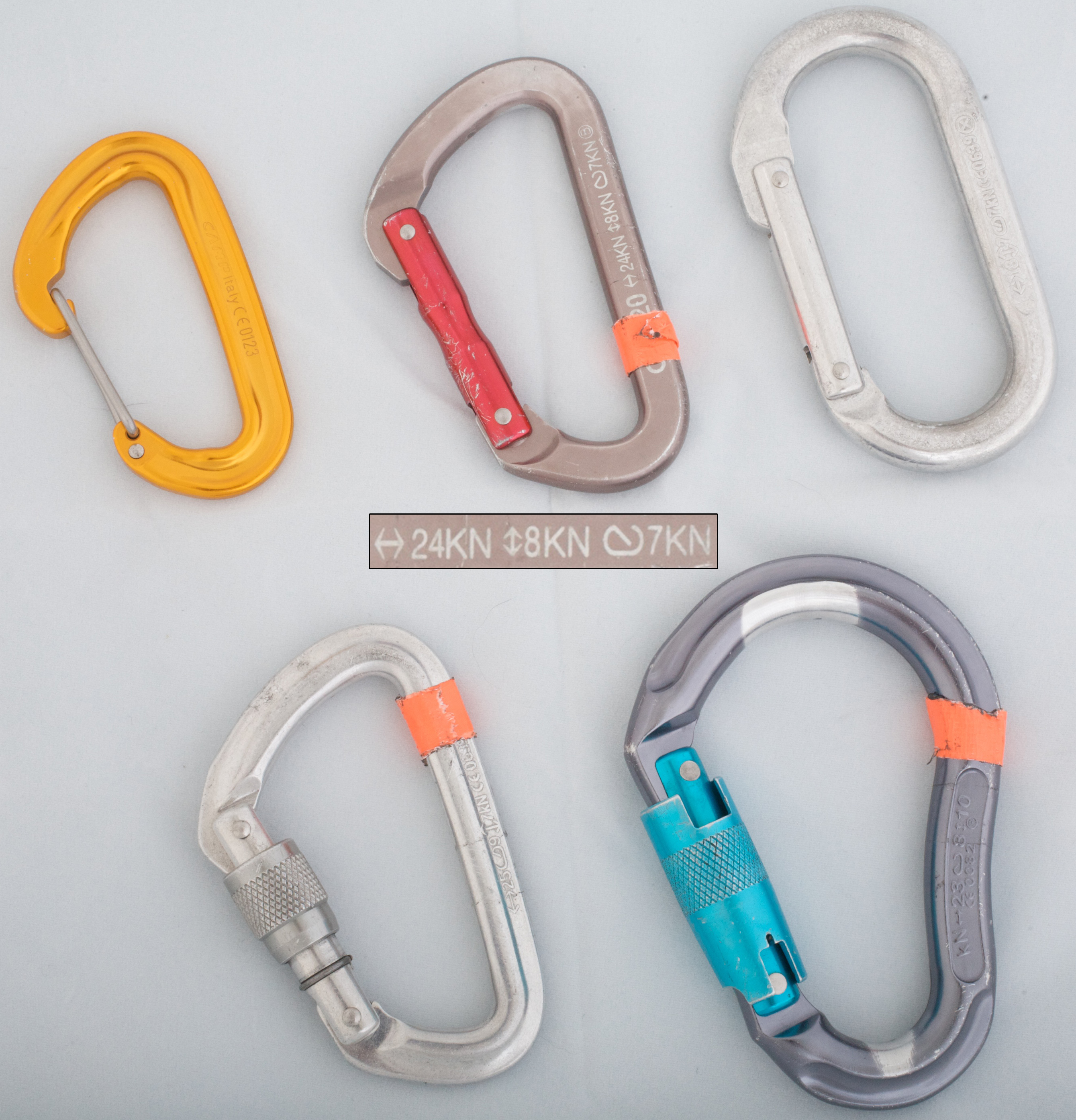
Diverse karabijnhaken. Onderaan een schroef- en zelfsluitende karabijnhaak

Een karabijnhaak, ook wel karabijn, karabiner of festonhaak genoemd, is een haak met een scharnierend deel dat de opening geheel afsluit. Deze haken worden toegepast waar snel een verbinding gemaakt moet worden.
Speciale uitvoeringen zijn voorzien van een blokkeermechanisme, waardoor de sluiting niet zomaar open kan gaan. Deze worden met name toegepast als er levens afhangen van de werking, zoals in de bergsport.
Musketonhaken worden ten onrechte ook wel karabijnhaken genoemd.